# Udo (príncipe abodrita)
Udo (o Uto) (m. 1028), nacido como Pribignev (también Pribignew o Pribygnev), fue un líder abodrita de principios del siglo XI. Su nombre Udo, de origen germánico, se lo dieron probablemente con motivo de su bautismo cristiano, quizá por su posible padrino, Lotario Udo I de Stade. El padre de Udo, Mistislaw, escapó en 1018 de un alzamiento eslavo pagano a Luneburg.
Puesto que están documentados dos príncipes abodritas contemporáneos, Anadrag (Anatrog) y Gneus (Gnew), el poder de Udo no puede haber sido muy grande. Según Adán de Bremen y Helmoldo de Bosau siguiéndolo a él, denominan a Udo como un male Christianus ("cristiano malo"). Fue asesinado en 1028 por un sajón, supuestamente por crueldad. Por su esposa, una dana, Udo dejó un hijo, Godescaldo (Gottschalk), quien más tarde unió a los abodritas a sus órdenes y se convirtió en un campeón de la cristiandad.